# Noah Okafor
Noah Okafor (Binningen, 24 de mayo de 2000) es un futbolista suizo que juega en la demarcación de delantero para el A. C. Milan de la Serie A.

## Selección nacional
Tras jugar con la selección de fútbol sub-15 de Suiza, la sub-17, la sub-18 y con la sub-19, hizo su debut con la selección de fútbol de Suiza el 9 de junio de 2019 en un partido de la Liga de Naciones de la UEFA 2018-19 contra Inglaterra que finalizó con un resultado de empate a cero.
Marcó su primer gol internacional con Suiza el 15 de noviembre de 2021, en un partido de clasificación para el Mundial contra Bulgaria, una victoria que aseguró la clasificación automática de Suiza para la Copa Mundial de la FIFA 2022.

### Participaciones en Copas del Mundo
| Mundial      | Sede  | Resultado        | Partidos | Goles |
| ------------ | ----- | ---------------- | -------- | ----- |
| Mundial 2022 | Catar | Octavos de final | 3        | 0     |

### Participaciones en Eurocopas
| Copa          | Sede     | Resultado        | Partidos | Goles |
| ------------- | -------- | ---------------- | -------- | ----- |
| Eurocopa 2024 | Alemania | Cuartos de final | 0        | 0     |

## Estadísticas

### Clubes
Actualizado al último partido disputado el 29 de enero de 2025.
| Club                         | Div.          | Temporada     | Liga  | Liga  | Copas nacionales | Copas nacionales | Copas internacionales | Copas internacionales | Total | Total |
| Club                         | Div.          | Temporada     | Part. | Goles | Part.            | Goles            | Part.                 | Goles                 | Part. | Goles |
| ---------------------------- | ------------- | ------------- | ----- | ----- | ---------------- | ---------------- | --------------------- | --------------------- | ----- | ----- |
| F. C. Basel II · Suiza       | 3.ª           | 2017-18       | 13    | 1     | —                | —                | —                     | —                     | 13    | 1     |
| F. C. Basel II · Suiza       | Total club    | Total club    | 13    | 1     | 0                | 0                | 0                     | 0                     | 13    | 1     |
| F. C. Basel · Suiza          | 1.ª           | 2017-18       | 1     | 0     | 0                | 0                | 0                     | 0                     | 1     | 0     |
| F. C. Basel · Suiza          | 1.ª           | 2018-19       | 24    | 3     | 4                | 1                | 1                     | 0                     | 29    | 4     |
| F. C. Basel · Suiza          | 1.ª           | 2019-20       | 14    | 0     | 3                | 1                | 7                     | 2                     | 24    | 3     |
| F. C. Basel · Suiza          | Total club    | Total club    | 39    | 3     | 7                | 2                | 8                     | 2                     | 54    | 7     |
| Red Bull Salzburgo · Austria | 1.ª           | 2019-20       | 11    | 3     | 3                | 1                | 1                     | 0                     | 15    | 4     |
| Red Bull Salzburgo · Austria | 1.ª           | 2020-21       | 18    | 6     | 4                | 0                | 7                     | 0                     | 29    | 6     |
| Red Bull Salzburgo · Austria | 1.ª           | 2021-22       | 21    | 9     | 5                | 2                | 8                     | 3                     | 34    | 14    |
| Red Bull Salzburgo · Austria | 1.ª           | 2022-23       | 21    | 7     | 3                | 0                | 8                     | 3                     | 32    | 10    |
| Red Bull Salzburgo · Austria | Total club    | Total club    | 71    | 25    | 15               | 3                | 24                    | 6                     | 110   | 34    |
| A. C. Milan · Italia         | 1.ª           | 2023-24       | 28    | 6     | 0                | 0                | 8                     | 0                     | 36    | 6     |
| A. C. Milan · Italia         | 1.ª           | 2024-25       | 11    | 1     | 1                | 0                | 5                     | 0                     | 17    | 1     |
| A. C. Milan · Italia         | Total club    | Total club    | 39    | 7     | 1                | 0                | 13                    | 0                     | 53    | 7     |
| Total carrera                | Total carrera | Total carrera | 162   | 36    | 23               | 5                | 45                    | 8                     | 230   | 49    |

## Palmarés

### Títulos nacionales
| Título              | Club               | País    | Año  |
| ------------------- | ------------------ | ------- | ---- |
| Copa de Suiza       | F. C. Basilea      | Suiza   | 2019 |
| Copa de Austria     | Red Bull Salzburgo | Austria | 2020 |
| Bundesliga          | Red Bull Salzburgo | Austria | 2020 |
| Copa de Austria     | Red Bull Salzburgo | Austria | 2021 |
| Bundesliga          | Red Bull Salzburgo | Austria | 2021 |
| Bundesliga          | Red Bull Salzburgo | Austria | 2022 |
| Copa de Austria     | Red Bull Salzburgo | Austria | 2022 |
| Bundesliga          | Red Bull Salzburgo | Austria | 2023 |
| Supercopa de Italia | A. C. Milan        | Italia  | 2024 |
| Serie A             | S. S. C. Napoli    | Italia  | 2025 |